# Pirofosforan tetraetylu
Pirofosforan tetraetylu, TEPP (od ang. tetraethyl pyrophosphate) – organiczny związek chemiczny z grupy estrów tlenowych kwasów fosforu, pochodna kwasu pirofosforowego. Został otrzymany około roku 1850 w laboratorium Adolfa Wurtza przez Rosjanina Wladimira Mosznina i opisany przez innego współpracownika Wurtza, Philippe’a de Clermonta. Stosowany jest jako insektycyd (znany jako Tetron i Nifos).
Można go otrzymać w reakcji 2 ekwiwalentów chlorofosforanu dietylu z 1 ekwiwalentem wody w obecności pirydyny lub innej zasady reagującej z wydzielającym się chlorowodorem. Chlorowodór można też usuwać za pomocą zmniejszonego ciśnienia, jednak wydajność jest wówczas mniejsza:
Pirofosforan tetraetylu jest bezbarwną, higroskopijną, wysokowrzącą cieczą o przyjemnym zapachu. Rozpuszcza się w wodzie i związkach organicznych. W podwyższonych temperaturach rozkłada się. Hydrolizuje w roztworze wodnym z utworzeniem nietoksycznego fosforanu dietylu (EtO)2PO2H; półokres hydrolizy w 25 °C wynosi ok. 7 godzin.
Jako inhibitor acetylocholinoesterazy wykazuje bardzo silne działanie toksyczne na ludzi i zwierzęta. Dawka śmiertelna dla szczurów (po podaniu drogą pokarmową) wynosi 0,5 mg/kg.
Nad metodami otrzymywania TEPP pracował profesor Politechniki Warszawskiej, Tadeusz Miłobędzki.